# صندوق سرمایه‌گذاری با سرمایه متغیر

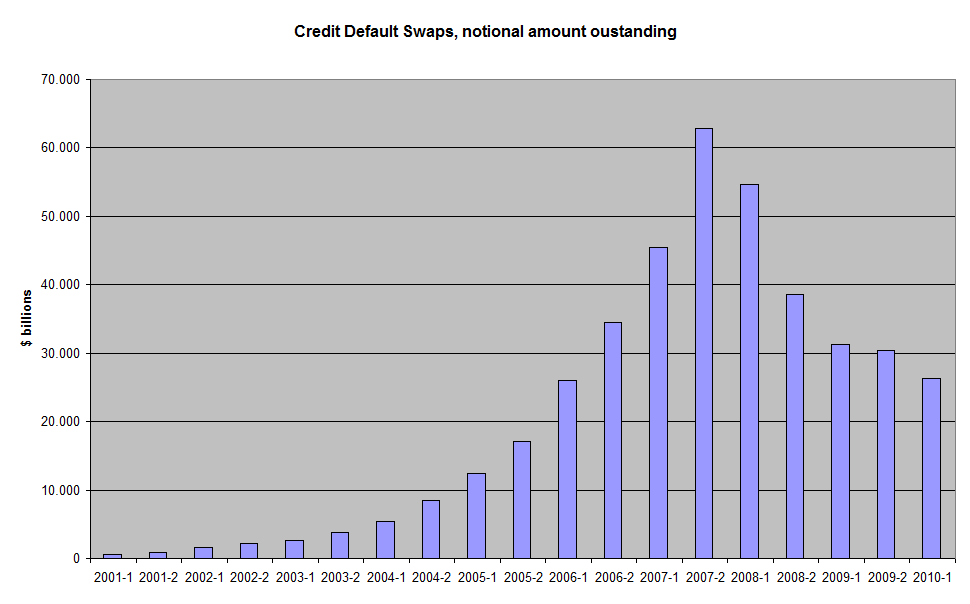
صندوق سرمایه‌گذاری با سرمایه متغیر

صندوق سرمایه‌گذاری با سرمایه متغیر صندوق سرمایه‌گذاری است که پیوسته سهام جدید منتشر می‌کند تا از محل وجوه حاصل از فروش سهام جدید در سایر اوراق بهادار سرمایه‌گذاری نمایند. این صندوقها متغیر بوده و هر لحظه آمادگی بازخرید سهام منتشره خود را به قیمت ارزش خالص دارایی NPV دارد. یکی از بهترین مزایای صندوق سرمایه‌گذاری (عمدتا با سرمایه متغیر) قابلیت بازخرید سهام صندوق؛ توسط خود صندوق است که باعث افزایش درجه نقدشوندگی شده و واحدهای سرمایه‌گذاری این صندوقها را در ردیف اوراق بهادار شبه نقد قرار داده و جانشین پول می‌نمایند.
صندوق سرمایه‌گذاری با سرمایه متغیر بیشتر در کشورهای توسعه یافته رواج دارد که هر در کشور دارای اصلاحات و قوانین متفاوتی است.

## هزینه‌های صندوق
بعضی از هزینه‌ها هزینه‌های تحمیل شده ناشی از عملیات سبد سرمایه‌گذاری است که این هزینه‌ها بعنوان درصدی از تمام دارایی‌های تحت مدیریت بررسی می‌شود شامل هزینه‌های اداری و کارمزد مشاور پرداختی به مدیر سرمایه‌گذاری است
برخی دیگر هزینه‌های پرداختی یا کمیسیون در زمان خرید سهام است که کامزد افتتاحی یا 'front-end load' می‌گویند. برخی از هزینه‌های دیگر کارمزد اختتامی نام دارد که در زمان فروش سهام رخ می‌دهد؛ که ممکن است با گذشت زمان ازین هزینه چشم پوشی شود. نوعی دیگر از هزینه‌ها هزینه فروش و خدمات هستند که براساس قانون 12b-1 SEC به صندوقها اجازه می‌دهد تا مبالغی به نام (هزینه توزیع و تبلیغات) را سالیانه دریافت نمایند.
صندوقهای سرمایه‌گذاری بدون کارمزد، هزینه افتتاحی ندارند

## مدیریت فعال
بیشتر صندوقهای با سرمایه متغیر دارای مدیریتی فعال هستند

## ارزش خالص دارایی
ارزش خالص دارایی‌های صندوق با محاسبه ارزش ارزش بازار پرتفوی صندوق به قیمتهای پایانی در هر روز تعیین می‌شود.
ارزش روز بدهی‌های صندوق منهای ارزش روز اوراق بهادار و دارایی‌های صندوق تقسیم بر تعداد سهام منتشره

## مثالهای صندوقهای متغیر در آمریکا
- Fidelity Investments' Magellan
- The Vanguard Group's S&P 500
- PIMCO Total Return